# موزه عشایر آذربایجان
موزۀ عشایر آذربایجان یکی از موزه‌های ایران است که در شهر سرآب، استان آذربایجان شرقی قرار دارد. در محل این موزه، درگذشته، حمامی قرار داشته‌است که حمام جلال نام داشت و اکنون این حمام تغییر کاربری داده و از آن به عنوان موزه عشایر آذربایجان (موزۀ مردم‌شناسی عشایر سرآب) استفاده می‌شود؛ دیرینگی این بنا مربوط به دوره پهلوی اول است.

## نگارخانه

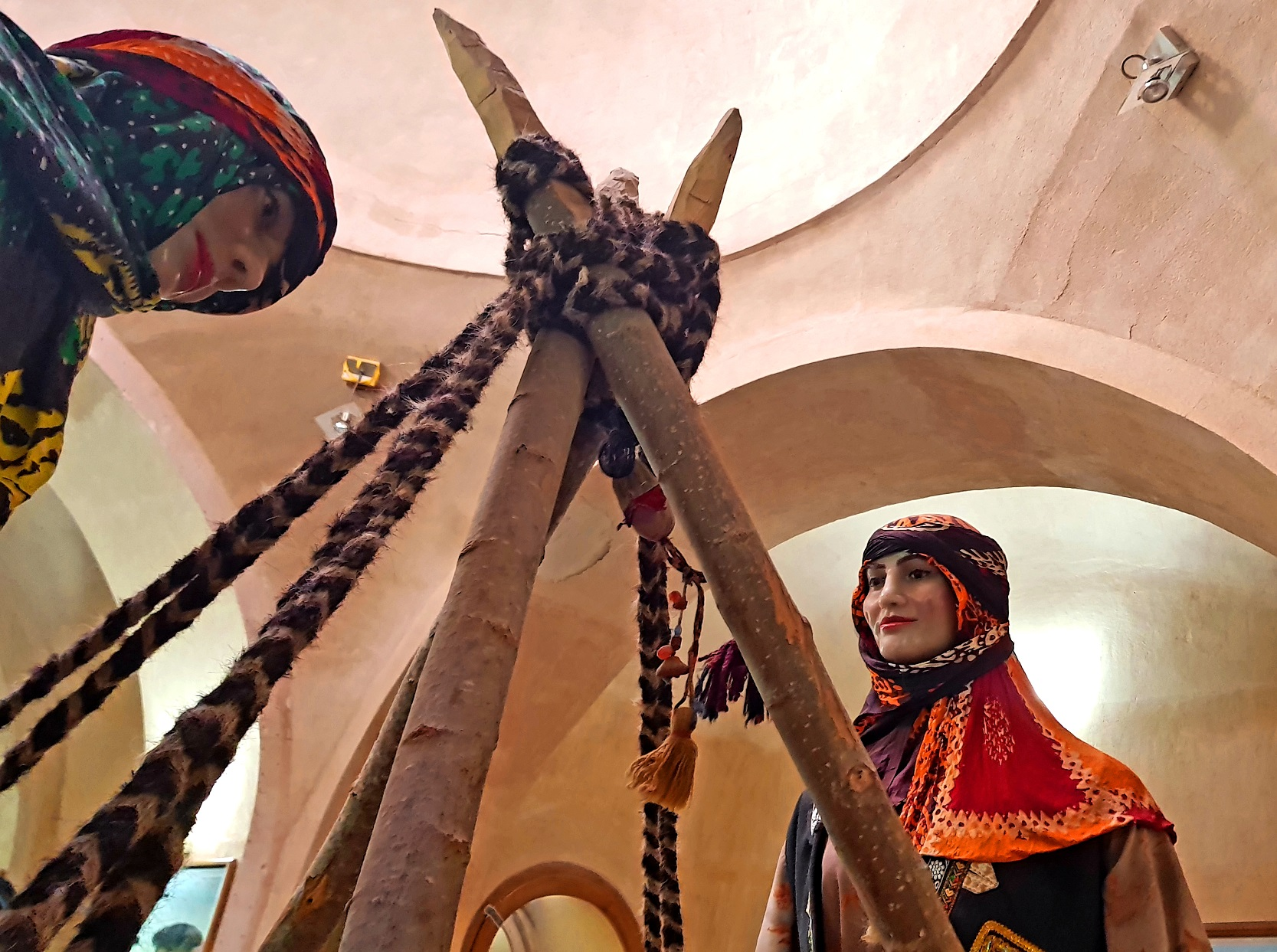
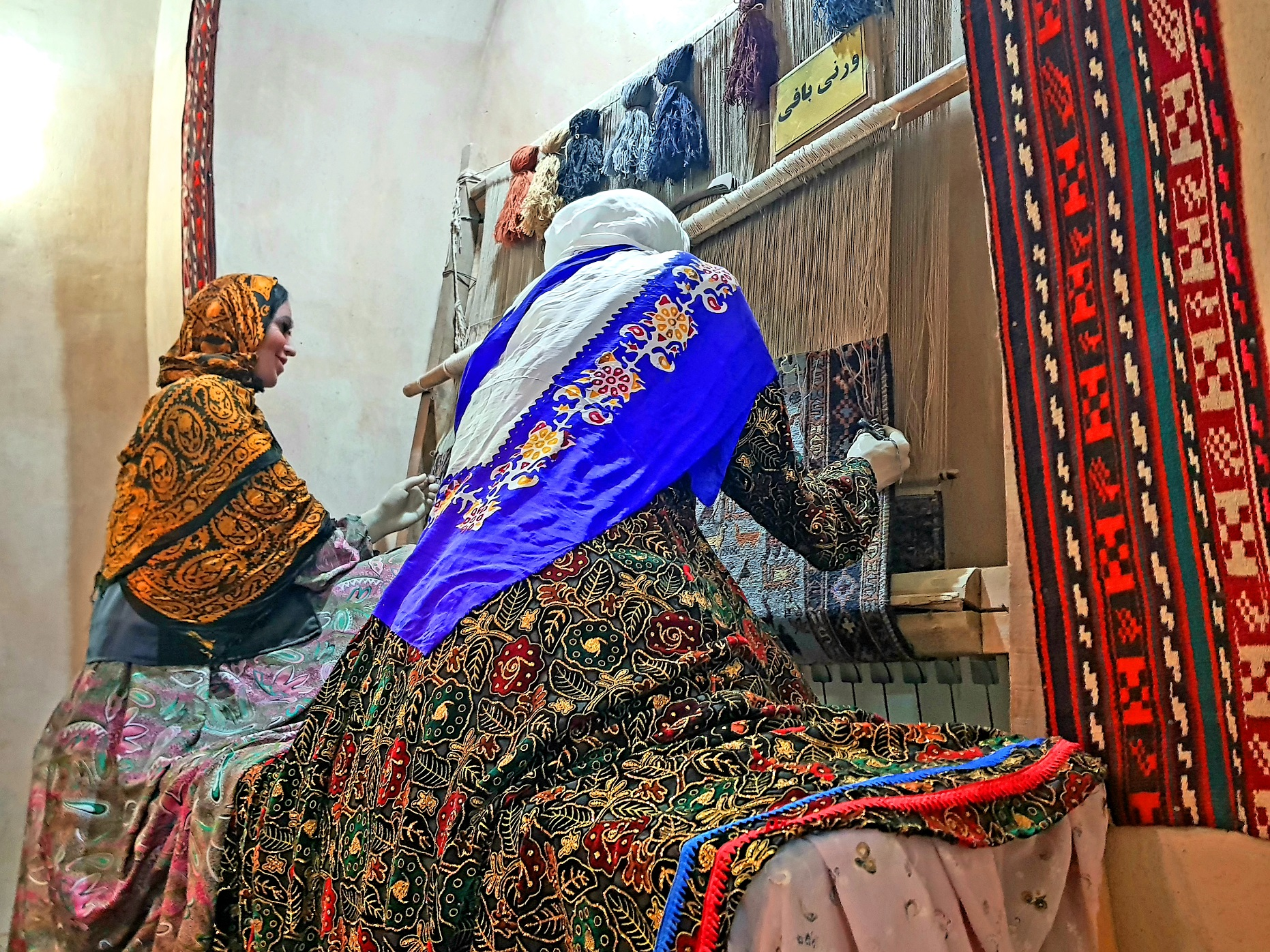
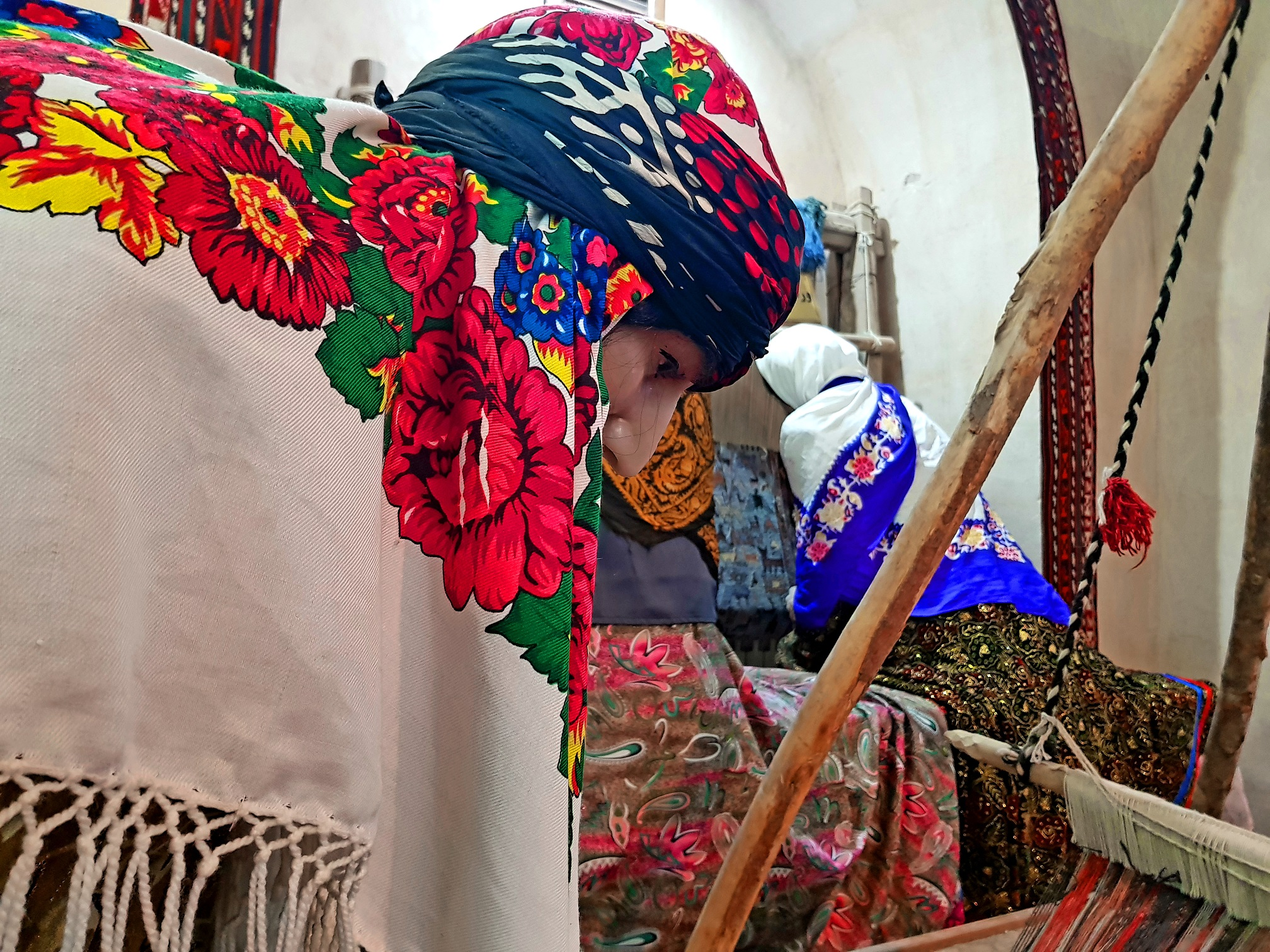
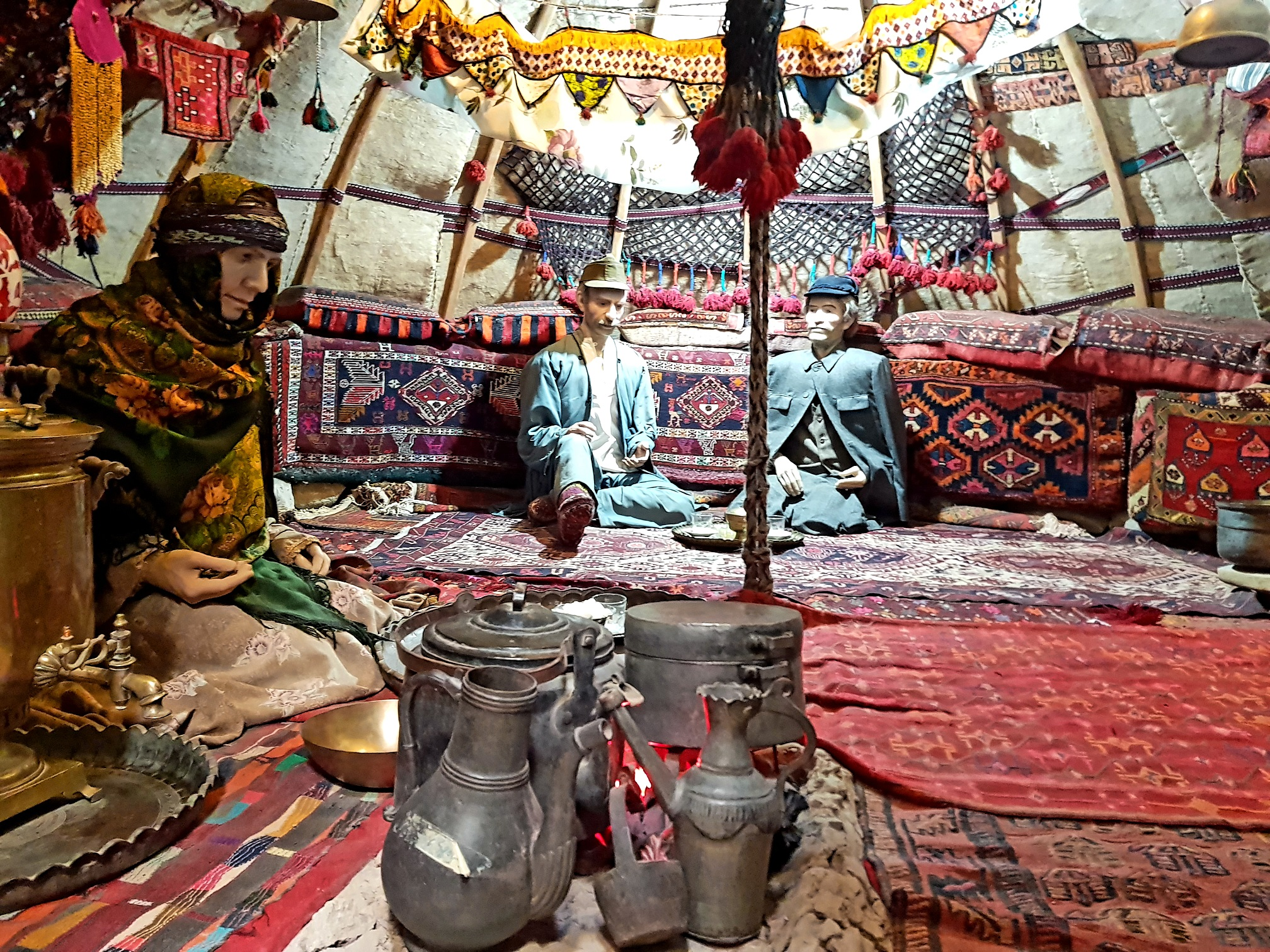